# KWS Desselgem
White Star Desselgem is een Belgische voetbalclub uit Desselgem, gesticht in 1948. De club is aangesloten bij de KBVB met stamnummer 4948 en heeft rood-wit als kleuren. WS Desselgem speelt al heel zijn bestaan in de provinciale reeksen. Naast de eerste ploeg heeft men nog tal van jeugdploegen in competitie. Er bestaat ook een vrouwenploeg. De bekendste (jeugd)spelers die men heeft gehad bij de club waren Philippe Desmet en Sander Coopman.

## Resultaten
| Seizoen | Klasse | Klasse | Klasse | Klasse | Reeks                | Punten | Opmerkingen                                                                        |
|         | P.I    | P.II   | P.III  | P.IV   | West-Vlaanderen      |        |                                                                                    |
| ------- | ------ | ------ | ------ | ------ | -------------------- | ------ | ---------------------------------------------------------------------------------- |
| 2004/05 |        |        |        | 3      | Vierde provinciale C | 66     | Via eindronde naar 3e Provinciale                                                  |
| 2005/06 |        |        | 15     |        | Derde provinciale C  | 24     | Degradatie naar 4e Provinciale                                                     |
| 2006/07 |        |        |        | 2      | Vierde provinciale C | 49     |                                                                                    |
| 2007/08 |        |        |        | 5      | Vierde provinciale C | 40     |                                                                                    |
| 2008/09 |        |        |        | 1      | Vierde provinciale C | 55     |                                                                                    |
| 2009/10 |        |        | 12     |        | Derde provinciale C  | 33     |                                                                                    |
| 2010/11 |        |        | 4      |        | Derde provincale C   | 52     | Verlies eindronde 2e Provinciale na 2x verlies tegen S.V. Wevelgem City (2-5, 6-0) |
| 2011/12 |        |        | 7      |        | Derde provinciale C  | 43     |                                                                                    |
| 2012/13 |        |        | 14     |        | Derde provinciale C  | 28     |                                                                                    |
| 2013/14 |        |        | 15     |        | Derde provinciale C  | 28     |                                                                                    |
| 2014/15 |        |        | 13     |        | Derde provinciale C  | 34     |                                                                                    |
| 2015/16 |        |        | 15     |        | Derde provinciale C  | 27     | Degradatie                                                                         |
| 2016/17 |        |        |        | 4      | Vierde provinciale C | 66     | Promotie                                                                           |
| 2017/18 |        |        | 15     |        | Derde provinciale C  | 24     | Degradatie                                                                         |
| 2018/19 |        |        |        | 8      | Vierde provinciale C | 46     |                                                                                    |
| 2019/20 |        |        |        | 11     | Vierde provinciale C | 25     |                                                                                    |
| 2020/21 |        |        |        | -      | Vierde provinciale C | -      | Seizoen geschrapt wegens Covid-19                                                  |
| 2021/22 |        |        |        | 6      | Vierde provinciale C | 49     |                                                                                    |
| 2022/23 |        |        |        | 6      | Vierde provinciale C | 47     |                                                                                    |
| 2023/24 |        |        |        | 9      | Vierde provinciale C | 37     |                                                                                    |
| 2024/25 |        |        |        | 8      | Vierde provinciale E | 27     |                                                                                    |
| 2025/26 |        |        |        |        | Vierde provinciale E |        |                                                                                    |